# Acid béo không no nhiều nối đôi

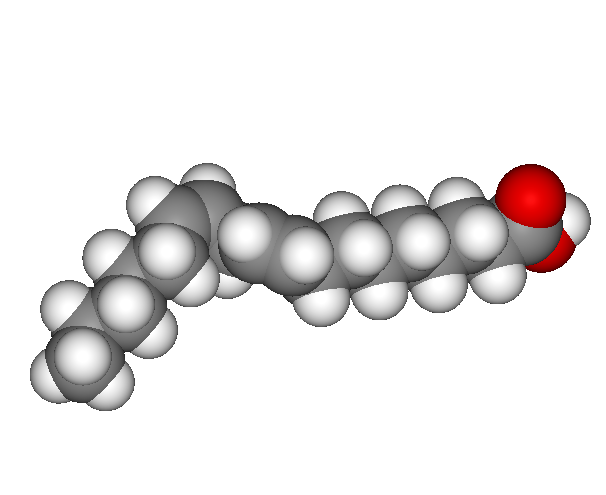

Acid béo không no nhiều liên kết đôi, thường được gọi là acid béo không bão hoà đa (tiếng Anh: polyunsaturated fatty acid, viết tắt là PUFA), là các acid béo chứa nhiều hơn một liên kết đôi cacbon-cacbon trong mạch chính của chúng.

## Các polyen tách bởi methylen
Các acid béo này có 2 hoặc nhiều hơn các liên kết đôi cis, được tách khỏi nhau bằng một nhóm methylen (dạng này còn được gọi là kiểu divinylmethan).
| -C-C=C-C-C=C- |

Các acid béo thiết yếu là tất cả các acid béo omega-3 và omega-6 được tách bởi methylen.

### Omega-3
| Tên thông thường                               | Tên lipid  | Tên hóa học                                     |
| ---------------------------------------------- | ---------- | ----------------------------------------------- |
| Acid hexadecatrienoic (HTA)                    | 16:3 (n-3) | Acid all-cis-7,10,13-hexadecatrienoic           |
| Acid α-linolenic (ALA)                         | 18:3 (n-3) | Acid all-cis-9,12,15-octadecatrienoic           |
| Acid stearidonic (SDA)                         | 18:4 (n-3) | Acid all-cis-6,9,12,15-octadecatetraenoic       |
| Acid eicosatrienoic (ETE)                      | 20:3 (n-3) | Acid all-cis-11,14,17-eicosatrienoic            |
| Acid eicosatetraenoic (ETA)                    | 20:4 (n-3) | Acid all-cis-8,11,14,17-eicosatetraenoic        |
| Acid eicosapentaenoic (EPA)                    | 20:5 (n-3) | Acid all-cis-5,8,11,14,17-eicosapentaenoic      |
| Acid heneicosapentaenoic (HPA)                 | 21:5 (n-3) | Acid all-cis-6,9,12,15,18-heneicosapentaenoic   |
| Acid docosapentaenoic (DPA), Acid clupanodonic | 22:5 (n-3) | Acid all-cis-7,10,13,16,19-docosapentaenoic     |
| Acid docosahexaenoic (DHA)                     | 22:6 (n-3) | Acid all-cis-4,7,10,13,16,19-docosahexaenoic    |
| Acid tetracosapentaenoic                       | 24:5 (n-3) | Acid all-cis-9,12,15,18,21-tetracosapentaenoic  |
| Acid tetracosahexaenoic (Acid nisinic)         | 24:6 (n-3) | Acid all-cis-6,9,12,15,18,21-tetracosahexaenoic |

### Omega-6
| Tên thông thường                    | Tên lipid  | Tên hoá học                                |
| ----------------------------------- | ---------- | ------------------------------------------ |
| Acid linoleic                       | 18:2 (n-6) | Acid all-cis-9,12-octadecadienoic          |
| Acid gamma-linolenic (GLA)          | 18:3 (n-6) | Acid all-cis-6,9,12-octadecatrienoic       |
| Acid eicosadienoic                  | 20:2 (n-6) | Acid all-cis-11,14-eicosadienoic           |
| Acid dihomo-gamma-linolenic (DGLA)  | 20:3 (n-6) | Acid all-cis-8,11,14-eicosatrienoic        |
| Acid arachidonic (AA)               | 20:4 (n-6) | Acid all-cis-5,8,11,14-eicosatetraenoic    |
| Acid docosadienoic                  | 22:2 (n-6) | Acid all-cis-13,16-docosadienoic           |
| Acid adrenic                        | 22:4 (n-6) | Acid all-cis-7,10,13,16-docosatetraenoic   |
| Acid docosapentaenoic (Acid osbond) | 22:5 (n-6) | Acid all-cis-4,7,10,13,16-docosapentaenoic |

### Omega-9
| Tên thông thường      | Tên lipid  | Tên hoá học                         |
| --------------------- | ---------- | ----------------------------------- |
| Acid oleic†           | 18:1 (n-9) | Acid cis-9-octadecenoic             |
| Acid eicosenoic†      | 20:1 (n-9) | Acid cis-11-eicosenoic              |
| Acid mead             | 20:3 (n-9) | Acid 'all-cis-5,8,11-eicosatrienoic |
| Acid erucic†          | 22:1 (n-9) | Acid cis-13-docosenoic              |
| Acid nervonic†        | 24:1 (n-9) | Acid cis-15-tetracosenoic           |
| †không no một nối đôi |            |                                     |

## Acid béo tiếp hợp
| -C=C-C=C- |

| Tên thông thường                                        | Tên lipid  | Tên hoá học                                         |
| ------------------------------------------------------- | ---------- | --------------------------------------------------- |
| Acid linoleic tiếp hợp (chứa hai liên kết đôi tiếp hợp) |            |                                                     |
| Acid rumenic                                            | 18:2 (n-7) | Acid 9Z,11E-octadeca-9,11-dienoic                   |
|                                                         | 18:2 (n-6) | Acid 10E,12Z-octadeca-9,11-dienoic                  |
| Acid linolenic tiếp hợp (3 liên kết đôi tiếp hợp)       |            |                                                     |
| Acid α-calendic                                         | 18:3 (n-6) | Acid 8E,10E,12Z-octadecatrienoic                    |
| Acid β-calendic                                         | 18:3 (n-6) | Acid 8E,10E,12E-octadecatrienoic                    |
| Acid jacaric                                            | 18:3 (n-6) | Acid 8E,10Z,12E-octadecatrienoic                    |
| Acid α-eleostearic                                      | 18:3 (n-5) | Acid 9Z,11E,13E-octadeca-9,11,13-trienoic           |
| Acid β-eleostearic                                      | 18:3 (n-5) | Acid 9E,11E,13E-octadeca-9,11,13-trienoic           |
| Acid catalpic                                           | 18:3 (n-5) | Acid 9Z,11Z,13E-octadeca-9,11,13-trienoic           |
| Acid punicic                                            | 18:3 (n-5) | Acid 9Z,11E,13Z-octadeca-9,11,13-trienoic           |
| Khác                                                    |            |                                                     |
| Acid rumelenic                                          | 18:3 (n-3) | Acid 9E,11Z,15E-octadeca-9,11,15-trienoic           |
| Acid α-parinaric                                        | 18:4 (n-3) | Acid 9E,11Z,13Z,15E-octadeca-9,11,13,15-trienoic    |
| Acid β-parinaric                                        | 18:4 (n-3) | Acid octadeca-9,11,13,15-trienoic tất cả dạng trans |
| Acid bosseopentaenoic                                   | 20:5 (n-6) | Acid 5Z,8Z,10E,12E,14Z-eicosanoic                   |

## Các acid không no nhiều liên kết đôi khác
| Tên thông thường | Tên lipid  | Tên hoá học                               |
| ---------------- | ---------- | ----------------------------------------- |
| Acid linolenic   | 18:3 (n-6) | Acid (5Z,9Z,12Z)-octadeca-5,9,12-trienoic |
| Acid podocarpic  | 20:3 (n-6) | Acid (5Z,11Z,14Z)-eicosa-5,11,14-trienoic |